# Tinie Tempah
Patrick Chukwuemeka Okogwu (* 7. listopadu 1988, Londýn, Anglie), spíše známý jako Tinie  (dříve Tinie Tempah), je britský rapper, zpěvák a spoluzakladatel nahrávací společnosti Disturbing London Records. Debutoval v roce 2010 se svým platinovým albem Disc-Overy, z kterého pocházejí hity "Pass Out" a "Written in the Stars" (ft. Eric Turner).

## Kariéra

### Počátky (2005–2009)
V hudbě debutoval vydáním mixtapu Chapter 1 Verse 1-22 v roce 2005. Roku 2006 prorazil do britské televizní stanice Channel U se svou písní "Tears". O rok později spolupracoval s grime zpěvákem Ultra na písni "Perfect GCD Hood Economics Room 147". Téhož roku se svým manažerem a bratrancem Dumi Oburotou založili nezávislý label Disturbing London Records. Roku 2007 také vydal mixtape Hood Economics Room 147: The 80 Minute Course a EP Sexy Beast Vol 1.
V roce 2009 vystupoval s jednou písní na londýnském hudebním festivalu Wireless Festival. Dav, který se kolem něj utvořil, zaujal vyhledávače talentů pro Parlophone Records. V říjnu 2009 byl skutečně upsán k Parlophone Records.

### Disc-Overy (2010–2012)
V únoru 2010 vydal svůj debutující singl "Pass Out", který byl po dva týdny na vrcholu britské hitparády UK Singles Chart. Tento, později platinový, singl zaznamenal úspěch ve Skotsku, Irsku, ale i v Austrálii a na Novém Zélandu. Tuto píseň předvedl v červnu 2010 na prestižním festivalu Glastonbury. V červnu také vydal svůj druhý singl nazvaný "Frisky", který se umístil na druhé příčce žebříčku UK Singles Chart. Singl byl vydán jen ve Spojeném království. V srpnu vydal svůj třetí singl "Written in the Stars" (ft. Eric Turner). Ten se umístil na prvních místech žebříčků ve Spojeném království, Irsku, Skotsku, a také v US Billboard Heatseekers Songs. Byl také například třetí v české a dvanáctý ve slovenské hitparádě. Velký úspěch zaznamenal i v USA, kde se vyšplhal na 12. příčku žebříčku Billboard Hot 100. Získal ocenění zlatý singl ve Spojeném království, USA, Kanadě, v Austrálii a na Novém Zélandu. Jeho čtvrtý singl "Miami 2 Ibiza", který nahrál ve spolupráci se skupinou Swedish House Mafia se ve Spojeném království vyšplhal na čtvrtou příčku. První místo obsadil v nizozemské hitparádě.
4. října 2010 poté vydal své debutové album Disc-Overy. To debutovalo na prvních příčkách žebříčků UK Albums Chart a UK R&B Chart s 85 000 prodanými kusy v první týden prodeje ve Spojeném království. Později získalo certifikaci 2x platinová deska od společnosti BPI. Alba se ve Spojeném království prodalo přes 600 000 kopií. Po vydání alba byly vydány další tři singly. Prvním byla píseň "Invincible" (ft. Kelly Rowland). Druhým píseň "Wonderman" (ft. Ellie Goulding) a posledním píseň "Simply Unstoppable" (Yes Remix) (ft. Travis Barker a Katie Taylor). Roku 2010 také vydal v digitální podobě EP z koncertu nazvané iTunes Festival: London 2010.
Roku 2010 vystoupil na turné s Rihannou v Londýně, na akci BBC Radio 1's Big Weekend, také na turné zpěváka Mr Hudson, dále na akci 5.8 Capital FM's Summertime Ball ve Wembley, na waleském festivalu Wakestock a na V Festivalu.
17. května 2011 byla v USA vydána US reedice alba Disc-Overy. Album obsahuje tři nové písně s americkými hosty a producenty. Prvním singlem k reedici je píseň "Till I'm Gone" (ft. Wiz Khalifa), která byla vydána v květnu 2011.

### Demonstration (2013–2014)
V listopadu 2013 vydal své druhé album s názvem Demonstration, které se ve Spojeném království umístilo na 3. příčce a stalo se zlatým. Z alba pochází singly "Trampoline" (ft. 2 Chainz) (3. příčka), "Children of the Sun" (ft. John Martin) (6. příčka) a "Lover Not a Fighter" (ft. Labrinth) (16. příčka).

### Youth (2015 -...)
Od roku 2015 pracoval na svém třetím albu. V červnu 2015 vydal společný singl "Not Letting Go" se zpěvačkou Jess Glynne. Singl se umístil na první příčce britského žebříčku a získal certifikaci platinový singl. V srpnu 2015 byl vydán na deluxe verzi debutového alba Jess Glynneové I Cry When I Laugh.
V únoru 2016 vydal další singl "Girls Like" (ft. Zara Larsson) (5. příčka, platinová certifikace) a v červenci následoval singl "Mamacita" (ft. Wizkid) (45. příčka). Album však nebylo vydáno ani v roce 2016.
V lednu 2017 byl vydán další singl "Text from Your Ex" (ft. Tinashe) (23. příčka, stříbrná certifikace). K vydání třetího studiového alba s názvem Youth došlo až v dubnu 2017, kdy se umístilo na 9. příčce britského žebříčku. Na albu je zařazena také píseň "Not Letting Go" z roku 2015.

## Diskografie
Studiová alba
- Disc-Overy (2010)
- Demonstration (2013)
- Youth (2017)